# Буценко Олександр Алімович
Олекса́ндр Алі́мович Буце́нко (* 26 вересня 1954, Київ) — український поет, перекладач, критик, мистецтвознавець.

## Життєпис
Народився 26 вересня 1954 р. в м. Києві.
Закінчив Київський державний педагогічний інститут іноземних мов у 1976 році. Працював редактором Головної редакції літературно-драматичного мовлення Українського радіо з 1978 по 1982 рік. У 1982–1995 роках редактором критики і мистецтва в часописі «Всесвіт». Заступником головного редактора альманаху «Хроніка–2000» та завідувачем відділу міжнародної інформації тижневика «Наша Україна» у 1996–1998 роках.
Перекладає з англійської та іспанської. В його перекладах побачили світ романи Х. Солера Пуїга, Д. Геммета, Д. Дідіон, Х. Мадрида, Е. Берджесса; філософські праці К. Поппера, О. Гакслі; історична праця «Походження Русі» (у співавторстві); оповідання та вірші багатьох зарубіжних майстрів слова.
Автор збірки віршів «Правдивые ключи», мистецтвознавчої монографії «Антоні Міро», каталога «Мистецтво України».
У 2014 - 2017 роках очолював Український центр культурних досліджень.